# Inter-LGBT
Inter-LGBT（インターエルジェーベーテー, Inter-LGBT）は、1999年にフランスのLGBT (レズビアン、ゲイ、バイセクシュアル、トランスジェンダー) の約50の団体が集まって結成した組織で、フランス最大のLGBT組織。パリのプライド・パレードの主催者。LGBTの権利向上のためにロビー活動や様々なキャンペーンを行っている。

## プライド・パレードのルート
2007年のパリ・プライド・パレードで行進したルート。